# Federația Română de Fotbal
Federația Română de Fotbal (FRF) – ogólnokrajowy związek sportowy działający na terenie Rumunii, posiadający osobowość prawną, będący jedynym prawnym reprezentantem rumuńskiej piłki nożnej (jedenastoosobowej, halowej, plażowej), zarówno mężczyzn, jak i kobiet, we wszystkich kategoriach wiekowych w kraju i za granicą.

## Reprezentacja
Więcej czytaj na stronie Reprezentacja Rumunii w piłce nożnej mężczyzn.
- Miejsce w rankingu FIFA – 20 (stan na styczeń 2007)
- Najwięcej meczów w kadrze – Dorinel Munteanu (131)
- Najwięcej goli w kadrze – Gheorghe Hagi (35)
- Bilans w finałach mistrzostw świata – 7 startów: 21 meczów (8-3-10), bramki 30-31 (stan na styczeń 2007)